# Schapendoes néerlandais
Le schapendoes néerlandais (dénomination FCI : Nederlandse Schapendoes) est une race de chiens, d'origine néerlandaise, très ancienne dont on n'a plus aucun témoignage de son origine première. Elle a été reconnue au XVIIIe siècle et serait proche du briard ou du berger de Bergame.
Les premiers schapendoes ont vu le jour en France en 1986 à l'élevage du Xiang Ki.

## Description
C'est un chien de berger (schapen signifiant moutons en néerlandais) à poil long ("does" signifiant "chien à poil long et (légèrement) ondulant"). Suivant standard FCI, toutes les couleurs sont admises : noir, gris-noir, noir et blanc, gris et blanc, marron. Le gris-noir (dit "bleu") était la couleur préférée. Sa taille au garrot est comprise entre 43 et 50 cm (pour les mâles) 40 et 47 cm (pour les femelles). Il pèse environ 15 kg à 20 kg. Il a le crane large, les oreilles plaquées contre la tête et la poitrine large et profonde. Il a la queue levée lorsqu'il est en alerte.

## Caractère
Intelligent, actif, attentif, observateur, réactif (aux ordres) et aimable.

## Utilité
Le schapendoes est un chien particulièrement vif et possède des qualités pour le saut, c'est surtout un chien exceptionnel pour la vie en famille et partager les jeux avec les enfants. Il est également meneur et gardien de troupeau.

## Sources
- Alderton David (2002) Chiens. Bordas.